# Xã Island Creek, Quận Jefferson, Ohio
Xã Island Creek (tiếng Anh: Island Creek Township) là một xã thuộc quận Jefferson, tiểu bang Ohio, Hoa Kỳ. Năm 2010, dân số của xã này là 10.546 người.